# دانيال جيجير
دانيال جيجير هو مبارز بالسيف سويسري، ولد في 1 أكتوبر 1949 في برن في سويسرا.

## وصلات خارجية
- دانيال جيجير على موقع الاتحاد الأوروبي للمبارزة (الإنجليزية)
- دانيال جيجير على موقع اللجنة الأولمبية الدولية (الإنجليزية)
- دانيال جيجير على موقع أوليمبيديا (الإنجليزية)